# گارچگوژه
گارچگوژه (به لهستانی:  Garczegorze) یک روستا در لهستان است که در گمینا نووا ویش لنبورسکا واقع شده‌است.
 گارچگوژه  ۳۶۴ نفر جمعیت دارد.